# Château de Herzberg

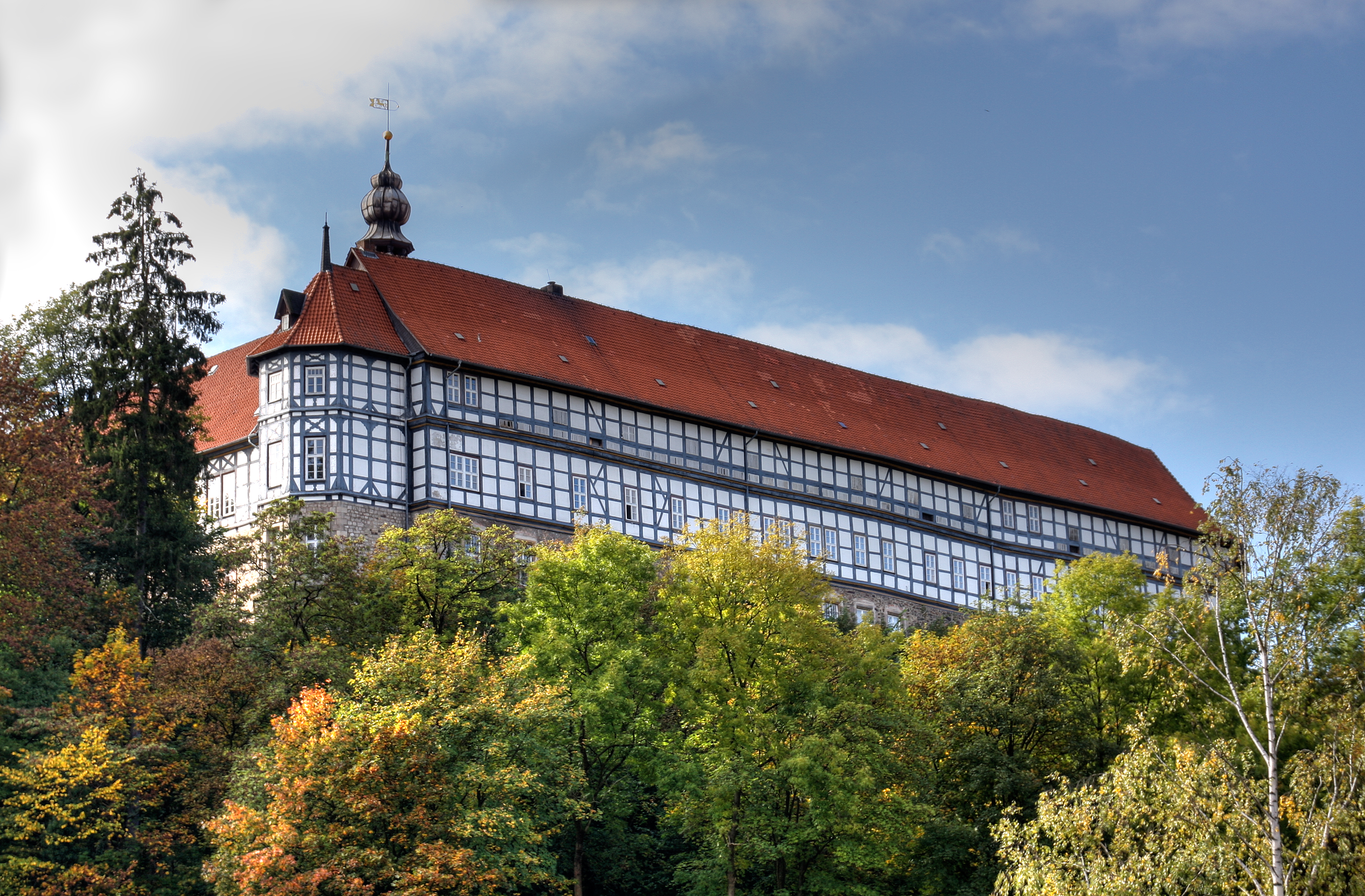
Le château de Herzberg. Aile est, vue du centre-ville.

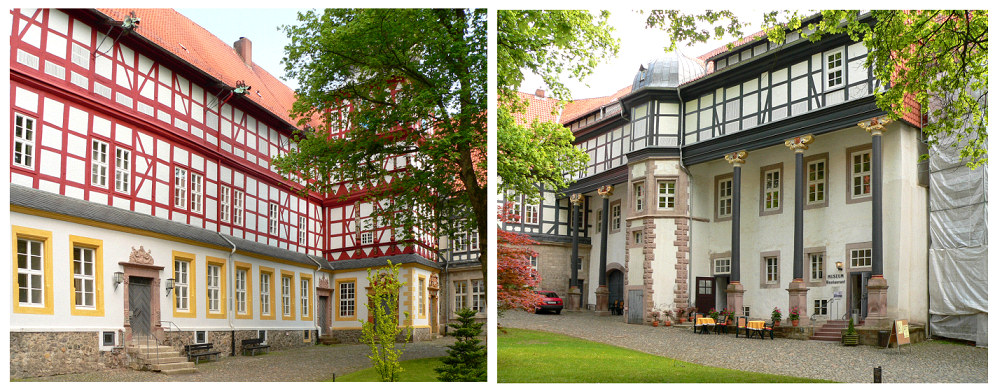
Cour intérieure, avec des maisons à colombages sur un soubassement en pierre.

Le château de Herzberg est un château situé à Herzberg am Harz, dans l'arrondissement d'Osterode am Harz, en  Basse-Saxe (Allemagne). Aujourd'hui  composé de quatre ailes, le château est à l'origine, au XIe siècle, un château fort.
Après un important incendie en 1510, le château est reconstruit dans le style de l'époque. Il comporte 180 chambres, et constitue le plus grand château de la Basse-Saxe construit en  pan de bois. Pendant plus de 700 ans, il appartient à la Maison des Welf, et est aussi appelé le  « Welfenschloss Herzberg' ».

## Géographie
Le château de Herzberg est située sur le Schlossberg, une colline boisée immédiatement à l'ouest au-dessus du centre de la ville de Herzberg am Harz. Au nord il est bordé par la rivière de Sieber.

## Description des bâtiments

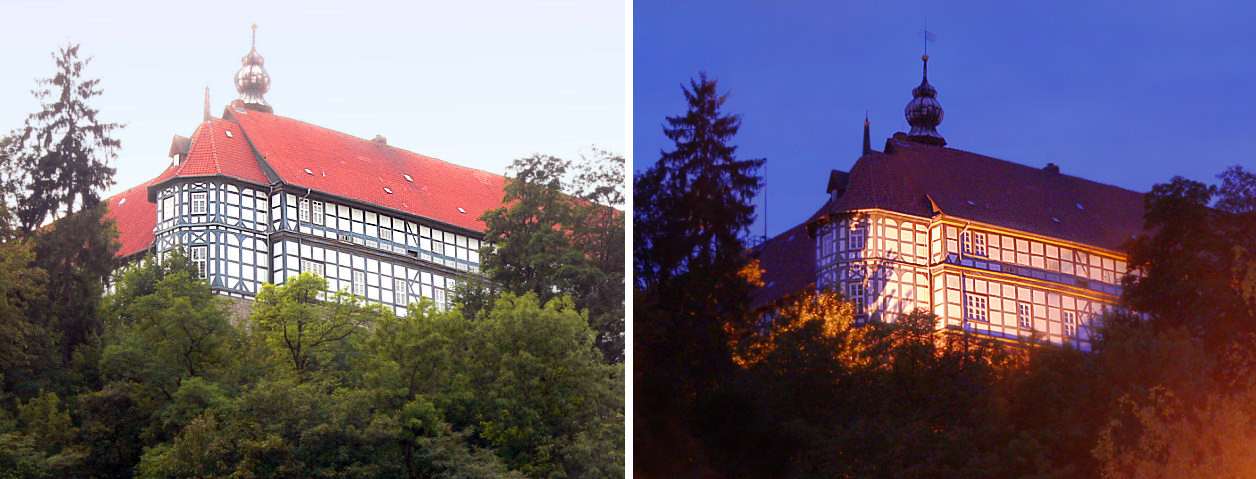
Le château vu de jour et de nuit.

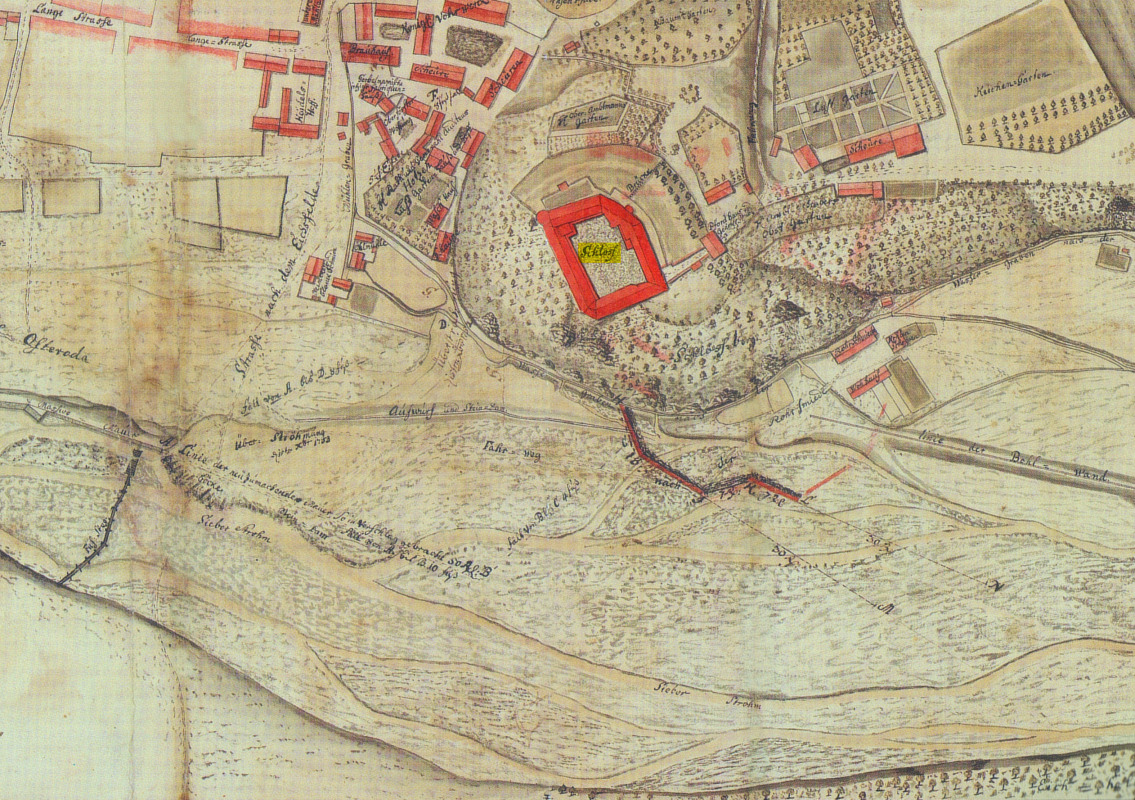
La ville de Herzberg avec le château en 1753.

Le château actuel est composé de quatre ailes disposées en rectangle, avec une cour intérieure (40 × 58 m). Il est la reconstruction du château fort d'origine, après l'incendie en novembre 1510. La reconstruction est achevée en 1528. Le soubassement est en grès. Une des ailes a des étages en pierre, les trois autres ailes ont leur étages construits en colombages. 
L'accès initial, à travers une porte surmontée d'une tour est suivie de chicanes a été conservé. L'intérieur du château est accessible après le passage d'un bâtiment de deux étages percé d'une porte d'entrée.
La tour du château, appelé Uhrturm (tour de l'horloge) à cause de l'horloge qui y est installée, occupe l'extrémité est. Ses trois étages sont construits en pans de bois.

## Histoire

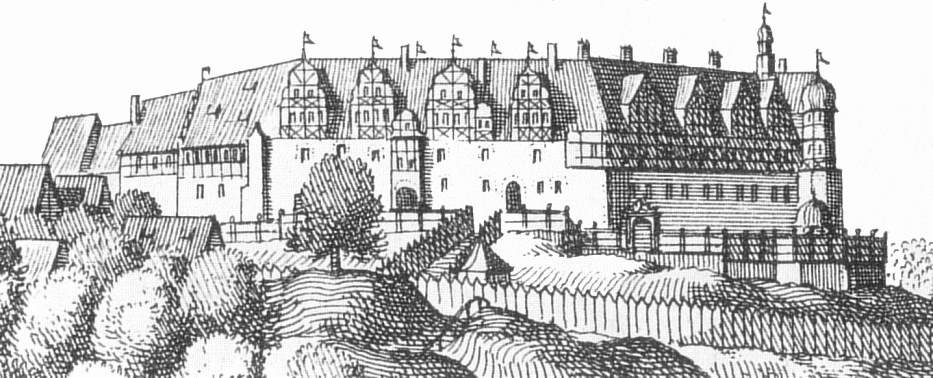
Le château de Herzberg, sur une gravure de Merian de 1654 (détail).

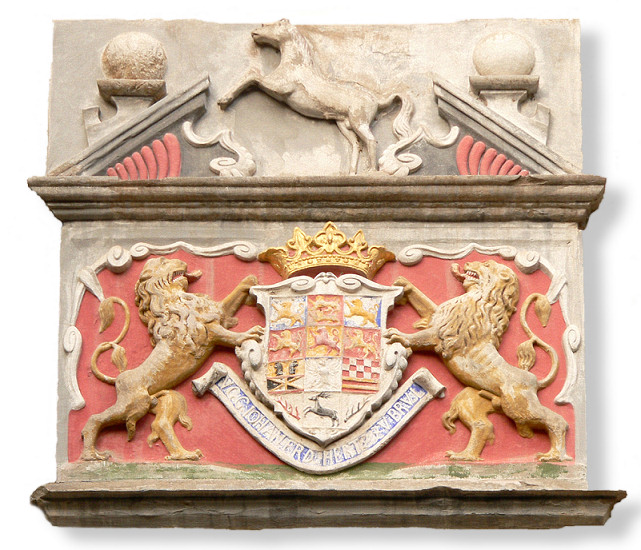
Écusson avec le cheval Saxon, au-dessus de l'entrée du château, à l'extérieur.

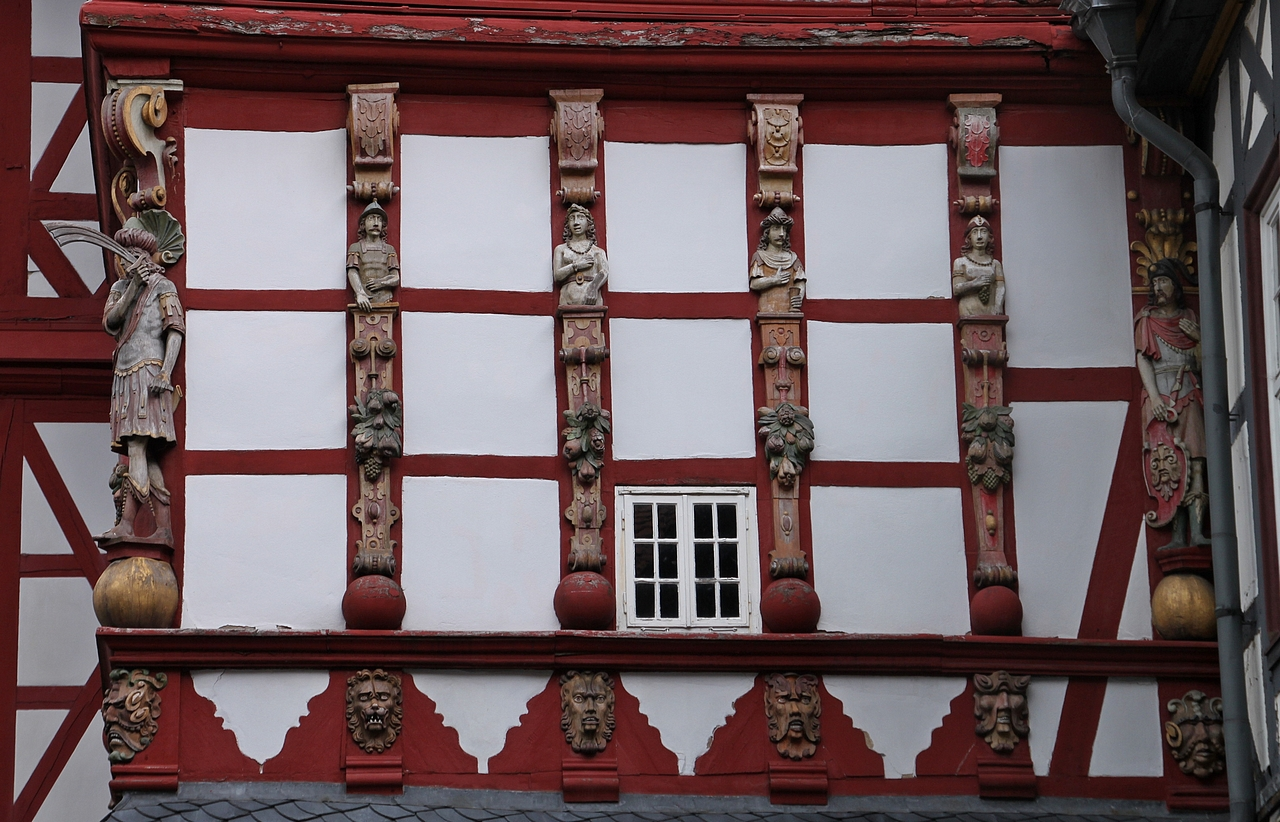
Décoration des colombages de la tour du château.

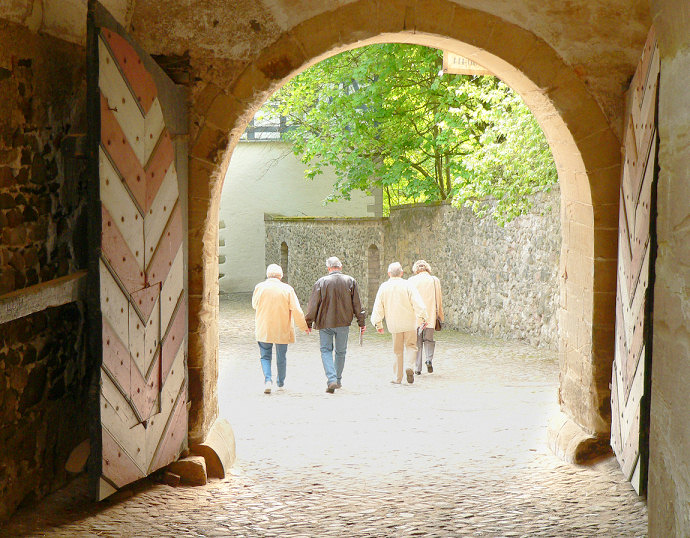
Vue de l'intérieur depuis la porte d'entrée vers la première cour.

À l'origine du château est un pavillon de chasse construit entre 1024 et 1029. On suppose que le château a été construit par le roi et futur empereur Lothaire III (de Süpplingenburg). Après la mort du comte Hermann de Lutterberge  sans descendants, le château est donné en 1144 en fief à une famille de ministériels par les Welf de Bavière.
Le château est documenté pour la première fois en 1143. En 1158, lors d'un échange de possessions entre Frédéric Barberousse et le duc Henri XII de Bavière, il devient définitivement alleu des Welf.  Depuis lors, le château était propriété des Welf jusqu'à la fin du  royaume de Hanovre en 1866. En 1218, dans le château alors orthographié  Hertsberg, l'impératrice Marie de Brabant, veuve de l'empereur Otton IV, signe des documents, attestant ainsi que le château était, pendant un court moment, résidence impériale. En 1279, le château a servi de résidence à la veuve du duc Albert Ier de Brunswick . De 1337 à 1714, le château fut presque sans interruption résidence ducale. L'important incendie du château de novembre 1510 surprend le duc Philippe Ier avec sa famille. Les membres de la famille ont pu être sauvés, mais l'écuyer et la camériste de la duchesse ont péri. 
Jusqu'en 1635, le duc Georges de Brunswick-Calenberg et de Brunswick vit au château avec son épouse, Anne-Éléonore de Hesse-Darmstadt. C'est au château qu'est né en 1629, le premier prince-électeur de Hanovre, Ernest-Auguste de Hanovre,  duc de Brunswick-Lunebourg.
En 1714, le château est abandonné comme lieu de résidence. Depuis 1852, il est le siège du tribunal d'instance de Herzberg. Un musée est installé dans le château en 1900. Vers la fin de la Seconde Guerre mondiale, le château est gravement par l’explosion, dans la nuit du 3 au 4 avril 1945, dans une usine produisant des explosifs, située en contrebas du château, et où sont entreposés 40 000 kg d'explosifs et de 8 000 mines. Le toit du château est découvert, le musée est détruit et probablement pillé par la suite. En 1947, d'autres dommages sont causés par l'explosion de casemates situés à proximité.
En 2006, le château a été entièrement rénové. Aujourd'hui, le château abrite un petit centre culturel avec un café-restaurant, un musée et une « salle des chevaliers », utilisé pour des événements culturels. Le musée présente l'histoire de la sylviculture  du Harz, du château et des Welf. D'autres thèmes d'exposition sont l'histoire de l'usine d'armes de Herzberg, le facteur d'orgue Johann Andreas Engelhardt (de) et la langue internationale espéranto. Dans le cadre de l'exposition permanente, un fac-similé de l'évangéliaire d'Henri le Lion est présenté.